# Fritz Gurlitt
Friedrich "Fritz" Louis Moritz Anton Gurlitt, född den 3 oktober 1854, död den 8 februari 1893, var en tysk konsthandlare, son till Louis Gurlitt, bror till Cornelius Gurlitt, far till Wolfgang och Manfred Gurlitt. 
Gurlitt, som var verksam i Berlin, stred energiskt för den riktning inom det tyska måleriet, som representerades av Böcklin, Thoma, von Marées, Uhde, och hade sin andel i dess slutliga erkännande.